# 热列别茨河
熱列别茨河（烏克蘭語：Жеребець），是烏克蘭的河流，位於該國東部，屬於北頓涅茨河的左支流，流經盧甘斯克州和頓涅茨克州，河道全長88公里，流域面積990平方公里。